# Pattanam
Pattanam es una ciudad censal situada en el distrito de Coimbatore en el estado de Tamil Nadu (India). Su población es de 9196 habitantes (2011). Se encuentra a 14 km de Coimbatore.

## Demografía
Según el censo de 2011 la población de Pattanam era de 9196 habitantes, de los cuales 4681 eran hombres y 4515 eran mujeres. Pattanam tiene una tasa media de alfabetización del 86,88%, superior a la media estatal del 80,09%: la alfabetización masculina es del 91,97%, y la alfabetización femenina del 81,62%.